# Camil Baltazar
Camil Baltazar (geb. als Leibu Goldenstein/Leopold Goldstein; * 25. August 1902 in Focșani; † 27. April 1977) war ein rumänischer jüdischer Lyriker, Journalist und Übersetzer.

## Leben
Baltazar war der Sohn des Chirurgen Herman Fischer Goldstein. Er debütierte 1921 mit ersten Gedichten in der von Eugen Lovinescu herausgegebenen Zeitschrift Sburatorul Literar. Er arbeitete in der Redaktion dieser Zeitschrift und gab 1928–29 mit Petru Comarnescu die Tiparnita literara heraus. Später war er Redaktionssekretär bei Liviu Rebreanus Romania literara, Redakteur bei Saptamana muncii intelectuale si artistice und arbeitete als Reporter für Vremea literara. Nach dem Zweiten Weltkrieg arbeitete er für die Zeitschriften Calauza artelor (1948–49), Albina (1949–50) und Gazeta literara (1954–57). Er wurde Generalinspektor im Kulturministerium und ab 1952 im Ministerium für Lebensmittelindustrie Leiter des Presse- und Propagandadienstes und Herausgeber des Bulletins Industria alimentara. Daneben verfasste er zwischen 1965 und 1977 Artikel für die rumänische jüdische Zeitschrift Revista Cultului Mozaic.
Zwischen 1923 und 1939 veröffentlichte Baltazar neun Gedichtbände. Weitere sechs Bände sowie fünf Anthologien erschienen nach dem Zweiten Weltkrieg. Außerdem veröffentlichte er in dieser Zeit Bände mit Kunstkritiken, Reiseberichten und Erinnerungen. Seit den 1930er Jahren war er auch als Übersetzer aktiv und übersetzte u. a. Werke von Jakob Wassermann, Ludwig Renn, Franz Werfel, Else Jerusalem, John Knittel, D. H. Lawrence, Heinrich und Thomas Mann, Erich Maria Remarque, Pearl S. Buck, Lyman Frank Baum und Octave Aubry.

## Werke
- Vecernii, 1923
- Flaute de matase, 1923
- Reculegeri in nemurirea ta, 1925
- Biblice, 1926
- Strigari trupesti langa glesne, 1927
- Cina cea de taina, 1929
- Poeme vechi si noi, 1931 (zweite Auflage 1948)
- Intoarcerea poetului la uneltele sale, 1934
- Taram transcendent, 1939
- Magda Isanos, poeta luptatoare, 1946
- Scriitor si om, 1946
- Poeme de zodie noua, 1947
- Nespus mi-i draga fiinta omeneasca, 1956, (zweite Auflage: Mi-i draga fiinta omeneasca, 1971)
- Versuri, 1957
- Contemporan cu ei, 1962
- Austria, 1963
- Soare pe zapezi, 1965
- Intoarcerea poetului la uneltele sale, Vorwort von Paul Georgescu, 1967
- Reculegeri in nemurirea ta, 1972
- Soare pe culmi, Vorwort von Ovid S. Crohmălniceanu, 1972
- Violoncel solar, 1972
- Glorie iubirii, 1972
- Nobletea plaiului natal, 1979